# Oulad Hamdane
Oulad Hamdane (en àrab أولاد حمدان, Ūlād Ḥamdān; en amazic ⵡⵍⴰⴷ ⵃⵎⴷⴰⵏ) és una comuna rural de la província d'El Jadida, a la regió de Casablanca-Settat, al Marroc. Segons el cens de 2014 tenia una població total de 11.577 persones.